# Erling Lorentzen
Erling Sven Lorentzen (født 28. januar 1923 i Oslo, Norge, død 9. marts 2021) var en norsk forretningsmand og tidligere norsk modstandsmand under 2. verdenskrig. Giftede sig i 1953 med Prinsesse Ragnhild fru Lorentzen og var kong Harald 5.s svoger. Lorentzen kom oprindelig fra Oslo, men boet det meste af sit liv i Rio de Janeiro i Brasilien.
Gravfærden var i Asker kirke, med Kong Harald og dronningen, kronprinsen og kronprinsesse tilstede.

## Modstandsmand
Ved det tyske angreb på Norge i 1940 meldte han sig som frivillig i Gudbrandsdalen. Efter at have fuldført examen artium tog han til Storbritannien hvor han gik ind i Kompani Linge. I 1944 blev han områdechef i Hallingdal.
Under anden verdenskrig samarbejdede han også blandt andet med Gunnar Sønsteby, leder for Oslogjengen.

## Familie
Efter krigen blev han livvagt for den norske kongefamilie. Det var sådan, han mødte sin tilkommende kone Ragnhild, hvis far var kong Olav 5. 15. maj 1953 giftede de sig i Asker kirke. Parret boede i Brasilien efter brylluppet. Planen var, at de skulle blive derovre i et år, men de bosatte sig der for altid. Prinsesse Ragnhild døde 16. september 2012. De fik tre børn, Haakon Lorentzen (født 23. august 1954), Ingeborg Lorentzen (født 27. februar 1957) og Ragnhild Lorentzen (født 8. maj 1968).

## Forretningsmand
Lorentzen tog den akademiske grad MBA ved Harvard Business School i 1948.
Fra 1958 til 2008 drev Lorentzen forretning indenfor shipping samt brasiliansk tømmer. Han var grundlægger og tidligere medejer af Aracruz Cellulose, verdens største producent af bleget kortfibret cellulose. Han grundlagde selskabet i 1968 og solgte i 2008 samtlige aktier i Aracruz Cellulose til en medaktionær.
I 2010 præsenterede han planer for et energiprojekt i Afrika baseret på tømmer.

## Udmærkelser
For sin krigsindsats modtog han St. Olavsmedaljen med egegren, Krigsmedaljen, Deltagermedaljen med roset og Haakon VII's 70-årsmedalje. I 1977 blev han udnævnt til kommandør af St. Olavs Orden. Han er også indehaver af Den brasilianske storstjerneordenens storkors.
Han var desuden æresborger af Rio de Janeiro, såvel som æreshøvding for en indianerstamme.